# Halucinace

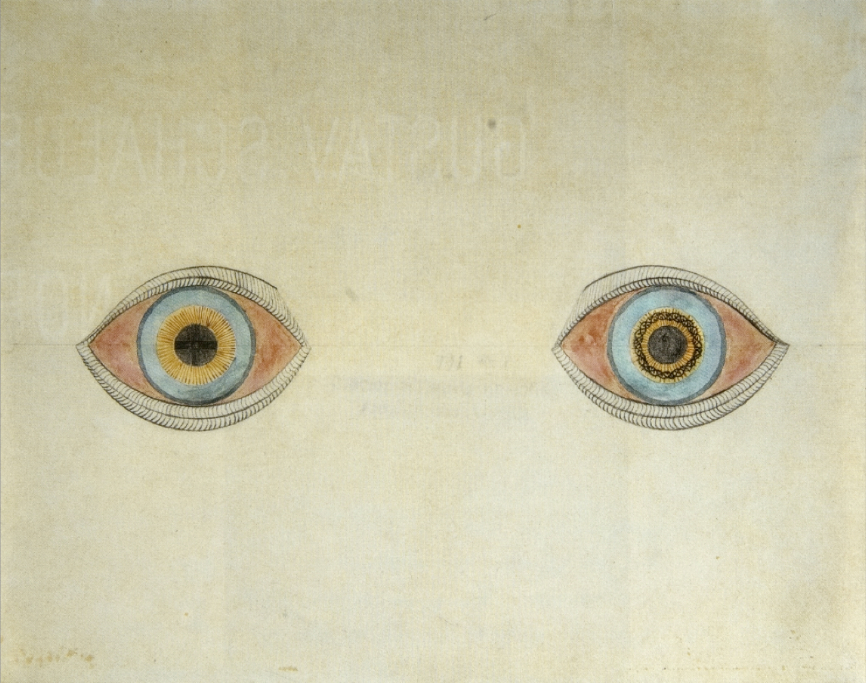
Meine Augen zur Zeit der Erscheinungen (August Natterer, 191x)

Halucinace je klamný vjem vzniklý bez reálného podnětu v bdělém stavu. Halucinující člověk ji považuje za realitu. Tímto se liší od pseudohalucinace, při níž si je člověk vědom, že je klamán.:s.16 Pokud člověka nelze ani po odeznění halucinace přesvědčit, že šlo o klam, může z halucinace vzniknout blud. Dochází ke změně smyslového vnímání.
Pravé halucinace jsou zpravidla známkou poruchy duševního stavu. Vznikají u schizofrenie, psychotických poruch, afektivních poruch, duševních poruch vyvolaných psychoaktivními látkami (zejména delirianty a jinými halucinogeny) a mohou se vyskytnout u množství onemocnění s organickým podkladem v centrálním nervovém systému (epilepsie, nádory, cévní postižení, neurodegenerativní změny, stavy po úrazech). Při smyslové deprivaci (omezení smyslových podnětů) je lze však vyvolat i u jinak zdravého člověka.
Od iluze se halucinace liší tím, že je vyvolána bez podnětu, zatímco základem iluze je vždy podráždění smyslového receptoru, které je chybně interpretováno.
Blud se v základním vymezení od halucinace liší tím, že halucinace je poruchou vnímání, přičemž blud je poruchou myšlení.

## Rozdělení halucinací
- Podle složitosti se halucinace dělí na:
  - elementární – jednotlivé podněty jako tóny, záblesky,
  - komplexní – celé postavy, předměty, srozumitelné věty,
  - kombinované – halucinace „vnímané“ více smysly současně, např. mluvící postava.
- Podle domnělé lokalizace smyslovým orgánem se halucinace dělí na:
  - zrakové – často jsou komplexní (lidé, zvířata, celé scény):
    - makropsie – objekty se zdají být větší,
    - mikropsie – objekty se zdají být menší,
    - flashbacky – u lidí, co v minulosti požili halucinogenní drogu, návrat zrakových halucinací např. i po dvou letech po posledním požití. Ovšem jen na pár sekund, jako vzpomínka na stav prožitý pod vlivem drogy. Většinou je vyvolán nějakým podnětem připomínající onu zkušenost.

  - sluchové – nejčastěji ve formě hlasů jedné či více osob. Mohou náležet známým i neznámým lidem. Halucinace více hlasů současně patří k typickým příznakům schizofrenie.
    - imperativní – hlas či hlasy nemocnému něco přikazují,
    - teleologické – hlas či hlasy nemocnému radí,
    - antagonistické – protichůdné, např. jeden hlas nemocného chválí, jiný ho kritizuje.

  - čichové a chuťové – často jsou spojeny s bludy (pocit, že někdo usiluje člověku o život ve spojení s čichovou halucinací dráždivého plynu)
  - tělové:
    - hmatové – pocity kontaktu na povrchu svého těla, např. svědění, štípnutí vosy, mohou mít také sexuální obsah,
    - pohybové – pocity neexistujícího pohybu, nemocný je přesvědčen, že létá, vznáší se, padá, atd.,
    - verbálně motorické – nemocný je přesvědčený, že někdo mluví jeho ústy,
    - grafomotorické – nemocný je přesvědčený, že někdo jiný píše jeho rukou,
    - orgánové – vnímání vlastních útrob, často se zcela konkrétní představou o jejich změně vlastností či velikosti (zkamenění, odumření),
    - virtuální orgánové (řazeno též mezi inadekvátní halucinace) – při bludech týkajících se vlastní anatomie orgánové halucinace v domnělých orgánech (žena stěžující si na testikulární bolest působenou nesestouplými varlaty)
    - negativní – nemocný popírá určitou část svého těla, nebo ji umisťuje mimo tělo, tzn. že si ukládá játra pod polštář, atd.

  - intrapsychické – slyšení vlastních myšlenek (ozvučování myšlenek), vkládání cizích myšlenek, odnímání a vysílání myšlenek.[6]:s.11 Lze je také nazvat bludnými produkcemi vyvolanými reakcí mozku na halucinace, které reagují na aktuální děj on-line a dotyčný má pocit, že je napojen na nějaké dálkové přístroje, sám s těmito halucinacemi komentujícími i to, co vidí a dělá komunikuje pomocí jím vyvolaných myšlenek… – nemocný má pocit odnímání nebo vkládání myšlenek nebo pocit, že jsou vlastní myšlenky zveřejňovány, ozvučovány nebo komentovány. Opět jde o typický příznak schizofrenie.[1]:s.16
  - inadekvátní  – nemocný má pocit, že vnímá okolní svět jinými orgány, než je běžné (vidí zuby, slyší kolenem apod.)
    - fantomové – vjemy lokalizované do bývalé části těla (typicky bolest v amputované končetině, fantomová končetina), dotyčný si zpravidla po chvíli uvědomí nereálnost vjemů (konec pravé halucinace), ale vjemy zpravidla trvají (pseudohalucinace), téměř vždy se jedná o čistě neurologickou poruchu působenou organickým poškození v důsledku přerušení nervových drah, proto se psychiatrická literatura fantomovými halucinacemi obvykle nezabývá

## Definice
Pro bližší vyjádření je dobré mít k dispozici několik definic. Ty nám umožní, za pomoci jejich srovnávání s ostatními, udělat si jasnější představu o tom, co je to halucinace.
- „Halucinaci lze definovat jako vjem, který vzniká, aniž by na lidské smysly působil podnět, který odpovídá povaze těchto vjemů.“[7]
- „Sluchové či zrakové halucinace způsobené požitím drogy nebo duševní chorobou jsou rovněž vjemy, i když ovšem vjemy zvláštního druhu.“ [8]
- „Halucinace jsou klamy vnímaní, u nichž pociťujeme realitu, i když chybí vnější podnětová energie.“ [9]
- „Při halucinacích jsou vnímány určité objekty, hlasy, děje, které ve skutečnosti nejsou v percepčním poli subjektu přítomny.“ [10]
- „Halucinace je klamný vjem, který vznikl chorobně bez příslušného podnětu a nemocný je přesvědčen o jeho existenci.“ [11]
- „Halucinace, vnímání předmětu nebo jevu, který ve skutečnosti neexistuje, osobou v bdělém stavu.“ [12]